# 1968年夏季奥林匹克运动会刚果金沙萨代表团
1968年夏季奥林匹克运动会刚果金沙萨代表团是刚果金沙萨派出的1968年夏季奥林匹克运动会代表团。